# Guesdisme
Le guesdisme est la doctrine politique dominante au sein du socialisme français (Section française de l'Internationale ouvrière, SFIO) jusqu'en 1914.

## Le guesdisme, doctrine de la SFIO
Le guesdisme tire son nom du leader socialiste Jules Guesde (1845-1922). 
Jules Guesde est majoritaire sur sa ligne politique à la création de la Section française de l'Internationale ouvrière (SFIO) en 1905. Après le congrès de Tours en 1920 qui voit la séparation de la SFIO socialiste et de la SFIC communiste, le guesdisme reste la ligne officielle de la SFIO, et ceci de facto jusqu'au Front populaire de 1936, et officiellement jusqu'à la Seconde Guerre mondiale[réf. nécessaire]. Cette ligne s'oppose sur certains points à la ligne, jugée par certains plus réformiste, de Jean Jaurès.

## Les grandes lignes du guesdisme
Sur le plan de l'action politique, le guesdisme se définit par les principaux éléments suivants :
- Refus du socialisme réformiste et de la participation aux gouvernements bourgeois (y compris radicaux-socialistes).
- Refus également de la Révolution immédiate tant que les conditions de réussite ne sont pas réunies. Ceci distingue les guesdistes (équivalents français des mencheviks russes[réf. nécessaire]) des bolcheviks.
- Préparation méthodique de la Révolution par la lutte des classes.

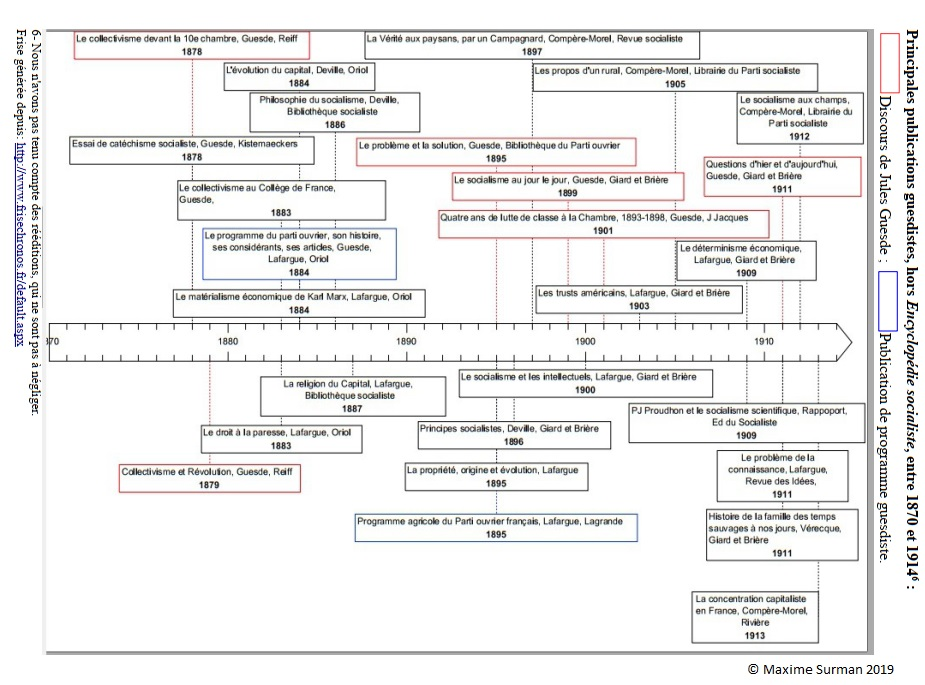
Principales publications guesdistes, hors Encyclopédie socialiste

## Bilan du guesdisme

### Les apports du guesdisme au socialisme français
- Par son organisation rigoureuse, le guesdisme a beaucoup contribué à enraciner le socialisme en France. Le Parti ouvrier, de petit groupe de 2 000 personnes dans les années 1880, devient un grand parti politique à la tête de plusieurs agglomérations dans les années 1890.
- Le guesdisme a mis en place une organisation très solide et efficace, ainsi qu'une discipline de parti qui laissera des traces dans le socialisme français.

### Critiques du guesdisme
- Le ni-ni (ni réformisme, ni révolution immédiate) aurait conduit à l'immobilisme de la SFIO à qui Jules Guesde a su imprimer sa marque. La SFIO refuse ainsi plusieurs fois de participer ou même de soutenir pleinement les gouvernements "bourgeois" radicaux-socialistes, en 1924 (Cartel des gauches), 1929 et 1932 (Bloc des gauches). Il ne se décidera à participer au pouvoir qu'en 1914 puis en 1936. C'est pourtant une majorité de la SFIO, au-delà des seuls héritiers du guesdisme, qui hésite jusqu'en 1936 à participer au gouvernement avec les radicaux dans une logique non-réformiste qui peut être interprétée comme post-traumatique après la scission de Tours[réf. nécessaire].
- Le "marxisme" propagé par le Guesdisme est une version simplifiée et primaire de la pensée de Karl Marx. Selon N. McInnes, le guesdisme est plus proche du blanquisme[1]. Selon Édouard Berth, « le guesdisme est plus lassallien que marxiste »[2].

### Héritage du guesdisme
Le PCF et surtout la gauche de la SFIO d'avant-guerre se réclamaient de l'héritage de Guesde. La gauche du Parti socialiste, progressivement organisée en tendance (la "Bataille socialiste" de Jean Zyromski), prônait le refus de la participation ministérielle aux gouvernements de cartel des gauches, l'unité d'action avec les communistes, l'unité antifasciste et le soutien à l'Espagne républicaine. 

### Sources
- Guesde et Guesdisme (sur le site de la London Metropolitan University) ()
- Jaurès-Guesde, "Les Deux méthodes", discours du 26 novembre 1900 (à propos de la participation socialiste à un gouvernement bourgeois) ()